# Pornographie féministe

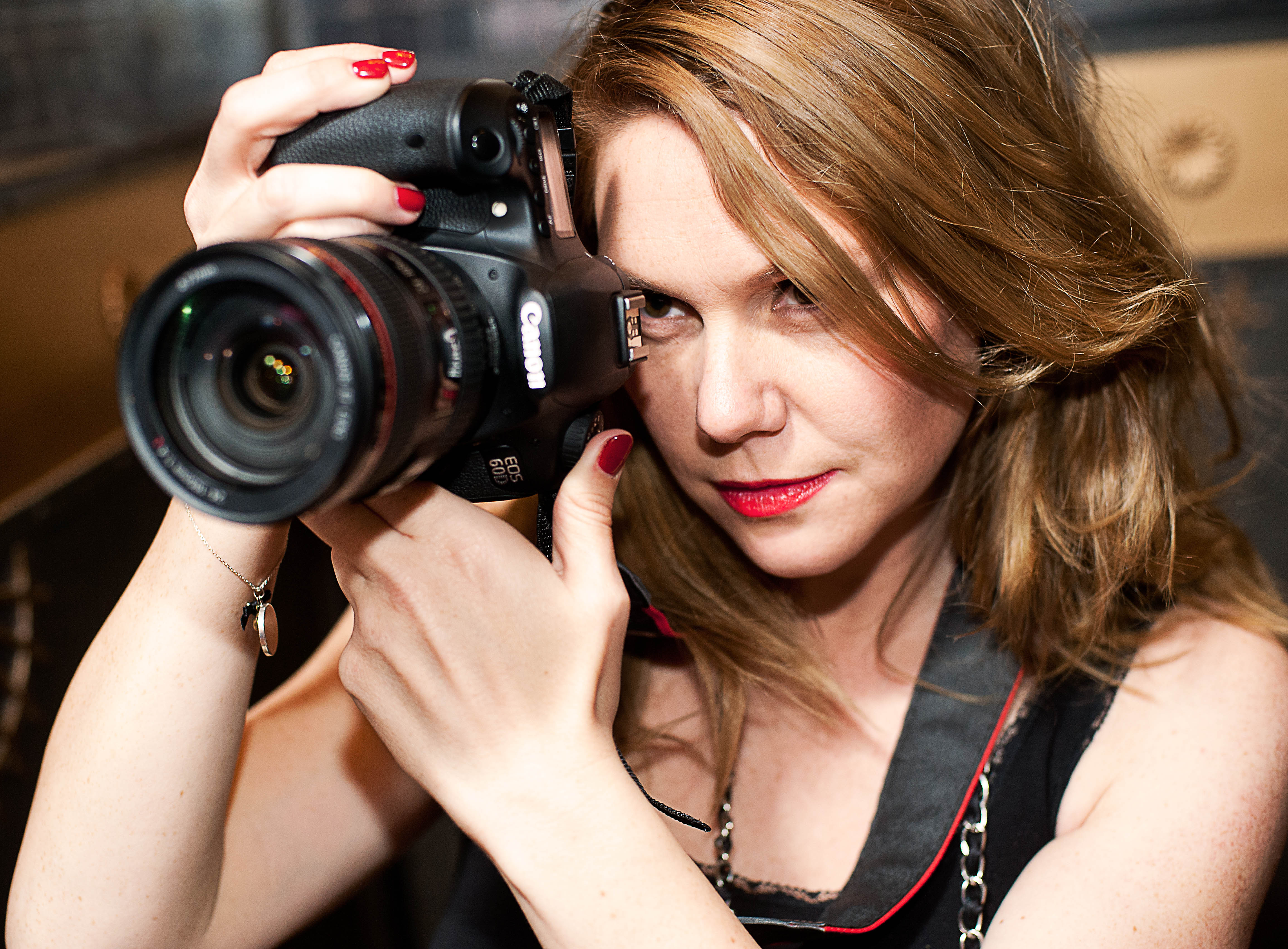
Erika Lust, l'une des pionnières de la pornographie féministe

La pornographie féministe est un genre de film pornographique mettant en valeur les femmes et plaçant leur désir au centre des situations sexuelles, tout en ayant les mêmes visées érotiques que la pornographie traditionnelle.
Elle a pour but de produire une pornographie empreinte de sensibilité féminine, et d'encourager chez les femmes les notions de plaisir, de liberté et d'égalité sexuelles. C’est une pornographie éthique, dans laquelle on ne dégrade pas la femme en la résumant à un simple objet sexuel. La sensibilité, le réalisme, le respect mutuel, mais aussi des pratiques plus en «marge», habituellement oubliées des sites mainstreams, sont mis en avant.

## Histoire

### Féminisme pro-sexe
Le féminisme pro-sexe s'opposerait au contrôle patriarcal et à la masculinisation de l'imagerie pornographique, et lui oppose, comme c'est le cas dans les films de Maria Beatty, une esthétique qui explore les aspects de la sexualité féminine. Certaines cinéastes participent au mouvement pro-sexe, telles Nina Hartley, réalisatrice de films pornographiques à caractère éducatif et Candida Royalle, fondatrice de Femmes Productions, qui a pour objectif de produire des films pornographiques égalitaires et non sexistes.

### Rapport des actrices pornographiques à leur métier
L'étude Why Become a Pornography Actress?, parue en 2012, analyse les raisons pour lesquelles certaines actrices pornographiques choisissent d'en faire leur métier. Les raisons principales évoquées sont le plaisir sexuel et les revenus associés à des horaires de travail raisonnables. Les femmes interrogées mentionnent cependant plusieurs problèmes, en particulier le manque de professionnalisme de leurs agents et des réalisateurs de l'industrie, ainsi que l'image publique de leur profession.

### Histoire de la pornographie féministe
Le féminisme de seconde vague est souvent abolitionniste, c'est-à-dire qu'il estime que l'objectification et l'oppression des femmes est inhérente à toute forme de pornographie, sans exception.
Dans le féminisme de troisième vague, au contraire, on recherche plutôt la liberté et l'égalité des sexes dans le travail du sexe.
Dans les années 1980, le conflit entre ces deux points de vue arrive à son apogée, et on retrouve les premiers exemples de pornographie féministe.
En 2006, Good For Her organise les Feminist Porn Awards à Toronto, popularisant l'idée de pornographie féministe.

## Concept
La pornographie traditionnelle dépend des lois de l'offre et de la demande : la plupart des spectateurs sont des hommes. Les films recherchent donc des actrices jeunes et très sexualisées, et s'en débarrassent au moindre écart des standards de beauté du marché.
La pornographie féministe doit être tournée dans le respect des artistes : les actrices doivent y être rémunérés raisonnablement, et surtout être soignées et respectées. Leur consentement et leur bien-être passent avant tout. Elles peuvent également s'approprier des comportements moins vendeurs, par exemple l'utilisation d'un gode ceinture pour le plaisir féminin[Information douteuse]. Ces films peuvent aussi dépeindre l'orgasme féminin plutôt que de terminer, comme c'est souvent le cas dans les films traditionnels, avec l'orgasme masculin.
Il n'existe malheureusement pas de label ou de charte précise qui indique précisément ce qu'est le porno féministe afin de guider le consommateur. Cependant, il y a certains critères à respecter :
- Les acteurs et les réalisateurs doivent être rémunérés équitablement.
- Un environnement sûr qui traite les performeurs avec respect.
- Le porno féministe montre des vrais orgasmes.
- Il met en avant la diversité.
- Tout est créé et partagé de manière consentie[8].

## Personnalités marquantes

### Actrices
- Jiz Lee, acteur/trice d'origine américaine agenre et pansexuel.le.
- Candida Royalle, actrice et productrice américaine, fondatrice en 1980 de Femme Films (ou Femme Productions), société visant à faire de l'art érotique que les femmes pourraient apprécier.
- Annie Sprinkle, actrice et écrivaine américaine.
- Madison Young, actrice américaine spécialisée dans le bondage et le BDSM.

### Réalisatrices
- Erika Lust, réalisatrice, productrice et scénariste pornographique suédoise, autrice du "meilleur film de l'année" aux Feminist Porn Awards 2008 et du livre Good Porn.
- Maria Beatty, réalisatrice, productrice, et actrice new-yorkaise. Ses films sont souvent en noir et blanc et recouvrent plusieurs aspects de la sexualité féminine, notamment le BDSM, le fétichisme sexuel et le lesbianisme.
- Nina Hartley, réalisatrice et ancienne actrice qui tourne aujourd'hui des vidéos à portée éducative diffusées sous le titre de Nina Hartley's Guide et couvrant la totalité de la sexualité depuis le simple rapport sexuel et ses préliminaires jusqu'à la sodomie et le BDSM.
- Ovidie, réalisatrice et ancienne actrice française, autrice du livre Porno manifesto.
- Petra Joy, photographe, productrice et réalisatrice basée à Brighton, créatrice de porno féminin érotisant les hommes, qu’elle qualifie de "art-core". Elle consacre maintenant son temps à la défense des droits des animaux.
- Tristan Taormino, journaliste, féministe, éducatrice sexuelle, militante et réalisatrice de films pornographiques, également animatrice de radio avec l’émission Sex Out Loud, voix off et écrivaine.
- Jacky St. James (en), réalisatrice et scénariste américaine.
- Shine Louise Houston, fondatrice de Pink & White productions, un studio basé à San Francisco spécialisé dans la pornographie queer et féministe.
- Olympe de G., réalisatrice française de films pornographiques d’auteur, et créatrice d’audio porno avec le podcast Voxxx.

### Performeuses
- Zarra Bonheur

## Récompenses
Les Feminist Porn Awards annuels de Toronto existent depuis 2006 et sont organisés par une marque féministe de sex toys, Good for Her. Ces récompenses sont distribuées par catégorie et répondent à trois critères :
1. Une femme doit avoir participé à la réalisation, à l'écriture, ou à la production de l'œuvre.
2. L'œuvre doit illustrer un réel plaisir féminin.
3. L'œuvre doit dépasser les stéréotypes de la pornographie traditionnelle.

En Europe, depuis 2009, la récompense PorYes-Award est distribuée une fois tous les deux ans.